# Maja Beutler
Pour les articles homonymes, voir Beutler.
Maja Beutler, née à Berne le 8 décembre 1936 et morte le 14 décembre 2021, est une écrivain suisse.
Elle a travaillé comme traductrice, pour le Grand théâtre de Berne et la Schweizer Radio DRS.

## Prix
- Buchpreis de la ville de Berne (1976/1980/1984)
- Preis der Schillerstiftung (1983)
- Welti-Preis pour das Drama (1985)
- Prix littéraire de la ville de Berne (1988)

## Livres
- Flissingen fehlt auf der Karte. Geschichten. Zytglogge, Gümligen 1976
- Das Blaue Gesetz, Uraufführung 1979
- Der Traum, Ballettlibretto, Uraufführung 1980
- Fuss fassen. Roman. Zytglogge, Gümligen 1980
- Die Wortfalle. Roman. Benziger, Zurich 1983
- Das Marmelspiel, Uraufführung 1985
- Das Bildnis der Doña Quichotte. Erzählungen. Nagel & Kimche, Zurich 1989
- Lady Macbeth wäscht sich die Hände nicht mehr, Uraufführung 1994
- Die Stunde, da wir fliegen lernen. Roman. Nagel & Kimche, Zurich 1994
- Schwarzer Schnee. Erzählungen & Das Album der Signora. Zytglogge, Oberhofen 2009

## Sources et liens externes
- Linda M. Hess-Liechti: Das Gefängnis geht nebenan weiter... Studien zur mentalen Gefängnis- und Befreiungsthematik in Prosatexten von Margrit Baur, Maja Beutler und Margrit Schriber. Akademischer Verlag, Stuttgart 1996,
- Publications de et sur Maja Beutler dans le catalogue Helveticat de la Bibliothèque nationale suisse
- Maja Beutler dans la base de données HelveticArchives de la Bibliothèque nationale suisse
- DNB
- www.bibliomedia.ch

- Ressources relatives au spectacle :   - Archives suisses des arts de la scène
  - Dictionnaire du théâtre en Suisse
- Ressource relative à la littérature :   - Autrices et auteurs de Suisse
- Notices dans des dictionnaires ou encyclopédies généralistes :   - Deutsche Biographie
  - Internetowa encyklopedia PWN
  - Munzinger
- Notices d'autorité :   - VIAF
  - ISNI
  - BnF (données)
  - IdRef
  - LCCN
  - GND
  - Pays-Bas
  - Israël
  - NUKAT
  - Tchéquie
  - WorldCat